# دان شافر
دان شافر (بالإنجليزية: Dan Shaver)‏ هو مهندس أمريكي، ولد في 6 يونيو 1950، وتوفي في 2 يناير 2007 بسبب سرطان.